# 2004 (альбом)
2004 — пятый студийный альбом казахстанского музыканта Скриптонита, выпущенный 24 декабря 2019 года на лейбле Musica36. Сначала альбом появился эксклюзивно на Apple Music, на других площадках был издан 28 января 2020 года. На альбоме много интерлюдий и скитов; некоторые композиции исполняются другими музыкантами отдельно или вместе со Скриптонитом, в числе гостей 104, Райда, M’Dee, Andy Panda и Truwer. 2004 стал первым сольным проектом Адиля с 2017 года после альбома «Уроборос». Презентация альбома должна была пройти 10 апреля 2020 года в Москве, в Adrenaline Stadium; из-за пандемии COVID-19 концерт был перенесён на 5 июня.

## Описание
Говоря об альбоме, Скриптонит рассказал: «Я начал писать этот альбом чуть больше года назад. Рэп-альбом записывать я не собирался, но тем не менее новые песни писались и почему-то довольно легко. В альбоме — 24 трека, но песен — всего 16, остальное — это интерлюдии и небольшие приветы от моих друзей». Альбом полностью был спродюсирован самим Скриптонитом.

## История
11 июля 2019 в сети были опубликованы отрывки с альбома. Ими оказались песни «Карман», «Колёса» и «Як 2».
23 декабря 2019 года декабря был предоставлен тизер альбома, который также является тизером к клипу на песню «Як 2».
24 декабря 2019 вышел клип на трек «Як 2», режиссёром которого стал Медет Шаяхметов. В клипе также был проигран отрывок из интерлюдии «Тем более два».
31 декабря 2019 года вышел клип на песню «Похвастаться».
Альбом был выпущен эксклюзивно для Apple Music в рамках глобальной промокампании Apple Music при сотрудничестве Musica36. Скриптонит стал первым русскоязычным артистом, попавшим на обложку плей-листа Apple Music с главными новинками мировой музыки. Также Скриптонит дал интервью Зейну Лоу для радиостанции Beats 1.

## Реакция
Альбом занял первую строчку чарта Apple Music России и стал первым русскоязычным релизом, попавшим в мировой чарт Apple Music, а песни с альбома заняли 14 из 16 первых позиций чарта iTunes.
Данила Головкин из InterMedia в своём обзоре альбома описал его как «бесконечные заигрывание с формой и музыкальные цитаты из южного хип-хопа первого десятилетия нового века». В альбоме присутствует аллюзия на творчество Адиля; семпл из «Танцуй сама» появляется в «Не твоё», а «На должном» в «Сердцах из железа». Тексты в песнях содержат отсылки к основам хип-хоп-культуры. В треке «Шуг» используется образ музыкального продюсера Шуга Найта с отсылкой на трек «CoCo» в песне в «Москва любит…».
«Рэп года» по версии сайта Colta.ru.

## Каверы
Российская певица Клава Кока записала кавер на песню «Москва любит» под гитару, опубликованный на YouTube и в Instagram. Скриптонит прокомментировал кавер словами «Девочка, пой свои песни», после чего Клава удалила запись с кавером. Позже она опубликовала свою фотографию, где она улыбается, с подписью «Моё выражение лица, когда говорят: „девочка, пой свои песни“».

## Рейтинги
| Год  | Издатель    | Рейтинг                  | Позиция | Прим.  |
| ---- | ----------- | ------------------------ | ------- | ------ |
| 2019 | The Flow    | 50 лучших альбомов 2019  | 8       | [ 16 ] |
| 2021 | Apple Music | Топ-10 альбомов в России | 5       | [ 17 ] |

## Список композиций
Вся музыка написана Скриптонитом..
| №   | Название                              | Текст песни                 | Длительность |
| --- | ------------------------------------- | --------------------------- | ------------ |
| 1.  | «Привычка» (при уч. Andy Panda & 104) | Скриптонит, Andy Panda, 104 | 3:16         |
| 2.  | «Москва любит...»                     | Скриптонит                  | 3:25         |
| 3.  | «Шуг» (скит)                          | Скриптонит                  | 1:00         |
| 4.  | «Шуг»                                 | Скриптонит                  | 2:14         |
| 5.  | «Колёса»                              | Скриптонит                  | 3:28         |
| 6.  | «Не твоё» (интерлюдия)                | Скриптонит                  | 1:45         |
| 7.  | «Ок, ок»                              | Скриптонит                  | 2:41         |
| 8.  | «Тем более два» (интерлюдия)          | Скриптонит                  | 0:58         |
| 9.  | «Як 2»                                | Скриптонит                  | 2:43         |
| 10. | «Ха-ха-ха»                            | Скриптонит                  | 2:56         |
| 11. | «104» (интерлюдия)                    | 104                         | 0:53         |
| 12. | «Ступеньки» (при уч. 104)             | Скриптонит, 104             | 3:27         |
| 13. | «Мебель» (при уч. Райда)              | Скриптонит, Райда           | 3:10         |
| 14. | «Клёвая» (интерлюдия)                 | M'Dee                       | 1:14         |
| 15. | «...инсту»                            | Скриптонит                  | 3:05         |
| 16. | «Кто на телефоне?» (интерлюдия)       | Truwer                      | 1:32         |
| 17. | «Сердца из железа»                    | Скриптонит                  | 3:05         |
| 18. | «Карман»                              | Скриптонит                  | 3:18         |
| 19. | «Съебаться» (скит)                    | Скриптонит                  | 0:43         |
| 20. | «Похвастаться»                        | Скриптонит                  | 2:36         |
| 21. | «Райда» (интерлюдия)                  | Райда                       | 1:22         |
| 22. | «Ты это серьёзно?» (при уч. 104)      | Скриптонит, 104             | 3:17         |
| 23. | «Як 3»                                | Скриптонит                  | 2:48         |
| 24. | «Выходные»                            | Скриптонит                  | 5:39         |

## Чарты
| Чарты (2019)         | Высшая позиция |
| -------------------- | -------------- |
| Россия (Apple Music) | 1              |
| GooglePlay           | 8              |

| Чарты (2019—2020)    | Песня         | Высшая позиция |
| -------------------- | ------------- | -------------- |
| Россия (Apple Music) | Привычка      | 1              |
| Россия (Apple Music) | Москва любит… | 2              |
| Россия (Apple Music) | Колёса        | 6              |
| Россия (Apple Music) | Як 2          | 8              |
| Россия (Apple Music) | Шуг           | 9              |
| ВКонтакте            | Привычка      | 8              |
| ВКонтакте            | Москва любит… | 9              |